# 圆头藜
圆头藜（学名：Chenopodium strictum）为苋科藜属的一年生草本。分布在伊朗、俄罗斯、美洲、欧洲以及中国大陆的陕西、新疆、河北、山西、甘肃等地，生长于海拔700米至2,700米的地区，多生在山谷、河岸或道旁，目前尚未由人工引种栽培。